# Tidsperiod

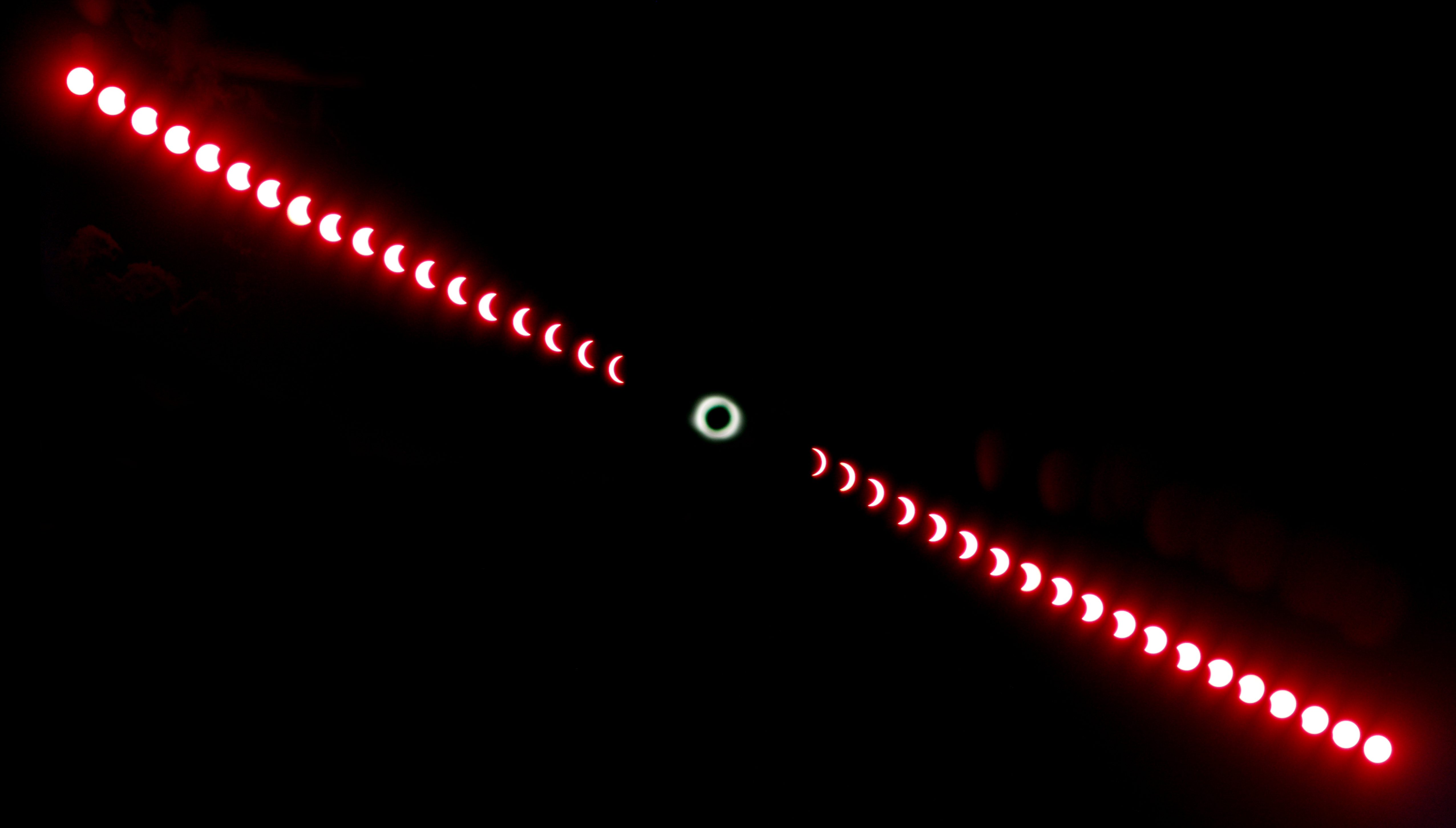
En bild av en solförmörkelse. Bildens exponeringar är gjorda med ett intervall på tre minuter.

En tidsperiod (eller ett tidsintervall) är ett avstånd mellan två punkter (händelser) i tiden. Det är en benämning för längre tidsenheter som är naturligt avgränsade från varandra. Tidsperioder mäts typiskt med klockor och kalendrar.
Begreppet tidsperiod används också ofta om epoker, till exempel stenåldern, vikingatiden, industrialismen och 1970-talet.

## Tidsintervall
| Namn            | Varaktighet                              | Varaktighet i sekunder |
| --------------- | ---------------------------------------- | ---------------------- |
| Millennium      | 1000 år                                  | 31 557 600 000         |
| Sekel           | 100 år                                   | 3 155 760 000          |
| Decennium       | 10 år                                    | 315 576 000            |
| Lustrum         | 5 år                                     | 157 788 000            |
| År              | 12 månader = 52,18 veckor = 365,25 dygn  | 31 557 600             |
| Halvår (termin) | 6 månader                                | 15 778 800             |
| Tertial         | 4 månader                                | 10 519 200             |
| Kvartal         | 3 månader                                | 7 889 400              |
| Månad           | 28 - 31 dygn = 4 - 4,4 veckor            | 2 629 800              |
| Vecka           | 7 dygn                                   | 604 800                |
| Dygn            | 24 timmar                                | 86 400                 |
| Dag / Natt      | 12 timmar                                | 43 200                 |
| Timme (h)       | 60 minuter                               | 3 600                  |
| Halvtimme       | 30 minuter                               | 1 800                  |
| Kvart           | 15 minuter                               | 900                    |
| Ke              | 1/100 dygn = 864 sekunder = 14,4 minuter | 864                    |
| Minut (min)     | 60 sekunder                              | 60                     |
| Sekund (s)      | 1 sekund                                 | 1                      |